# Phaneroturis cupido
Phaneroturis cupido is een rechtvleugelig insect uit de familie veldsprinkhanen (Acrididae). De wetenschappelijke naam van deze soort is voor het eerst geldig gepubliceerd in 1904 door Bruner.